# التینبرگ بی لینز
التینبرگ بی لینز (به آلمانی: Altenberg bei Linz) یک شهر بازاری و شهرداری اتریش در اتریش است که در ناحیه اورفار اومگبونگ واقع شده است.

## خصوصیات
التینبرگ بی لینز ۳۶ کیلومترمربع مساحت دارد ۵۹۲ متر بالاتر از سطح دریا واقع شده است.